# فرد نیکولاس
فرد نیکولاس (انگلیسی: Fred Nicholas; ۲۵ ژوئیهٔ ۱۸۹۳ – ۲۰ اکتبر ۱۹۶۲) بازیکن کریکت و بازیکن فوتبال اهل انگلستان بود.
از باشگاه‌هایی که در آن بازی کرده‌است می‌توان به باشگاه فوتبال کورینتیان کاسولس اشاره کرد.